# Tasha Harris
Tasha Harris (née Wedeen) est une animatrice et conceptrice de jeux vidéo américaine. 

## Biographie
Tasha Harris travaille pendant plusieurs années chez Pixar Animation Studios avant de rejoindre Double Fine Productions où elle conçoit notamment le jeu Costume Quest.

## Récompenses
Lors de la Game Developers Conference 2011, Tasha Harris remporte le Women in Gaming Award de la meilleure artiste et du nouveau talent.

## Filmographie
- 1999 : 1 001 Pattes, conceptrice de personnage additionnelle et animatrice
- 1999 : Toy Story 2, artiste de storyboard et animatrice
- 2000 : Drôles d'oiseaux sur une ligne à haute tension (court-métrage), animatrice
- 2001 : Monstres et Cie, animatrice
- 2003 : Le Monde de Nemo, animatrice
- 2006 : Cars, animatrice

## Ludographie
- 2008 : Tasha's Game, artiste et animatrice
- 2009 : Brütal Legend, animatrice principale
- 2010 : Costume Quest, responsable du projet
- 2011 : Iron Brigade, animatrice additionnelle
- 2011 : 5, rue Sésame : Il était un monstre, artiste additionnelle